# Jan Jansa (fotbalista)
Jan Jansa (7. května 1896 – ) byl český meziválečný fotbalista, útočníkk.

## Fotbalová kariéra
V československé lize hrál v letech 1925-1927 za Nuselský SK. Nastoupil ve 35 ligových utkáních a dal 26 gólů.

## Ligová bilance
| Ročník                                       | Zápasy | Góly | Klub        |
| -------------------------------------------- | ------ | ---- | ----------- |
| Asociační liga 1925                          | 9      | 8    | Nuselský SK |
| Středočeská 1. liga 1925/1926                | 21     | 16   | Nuselský SK |
| Kvalifikační soutěž Středočeské 1. ligy 1927 | 5      | 2    | Nuselský SK |
| CELKEM                                       | 35     | 26   |             |